# UFC 271
UFC 271: Adesanya vs. Whittaker 2 è stato un evento di arti marziali miste tenuto dalla Ultimate Fighting Championship il 12 febbraio 2022 al Toyota Center di Houston, negli Stati Uniti.

## Risultati
|                                        | Divisione            |                          |                 |                     | Metodo                                      | Round           | Tempo           | Premio          |
| Card Principale                        | Card Principale      | Card Principale          | Card Principale | Card Principale     | Card Principale                             | Card Principale | Card Principale | Card Principale |
| -------------------------------------- | -------------------- | ------------------------ | --------------- | ------------------- | ------------------------------------------- | --------------- | --------------- | --------------- |
| Sfida valida per il titolo di campione | Pesi medi            | Israel Adesanya (c)      | batte           | Robert Whittaker    | Decisione unanime (48–47, 48–47, 49–46)     | 5               | 5:00            |                 |
|                                        | Pesi massimi         | Tai Tuivasa              | batte           | Derrick Lewis       | KO (gomitata)                               | 2               | 1:40            | POTN            |
|                                        | Pesi medi            | Jared Cannonier          | batte           | Derek Brunson       | KO (gomitate)                               | 2               | 4:29            | POTN            |
|                                        | Pesi leggeri         | Renato Moicano           | batte           | Alexander Hernandez | Sottomissione (rear-naked choke)            | 2               | 1:23            |                 |
|                                        | Pesi leggeri         | Bobby Green              | batte           | Nasrat Haqparast    | Decisione unanime (30–27, 30–27, 30–27)     | 3               | 5:00            |                 |
| Card Preliminare                       |                      |                          |                 |                     |                                             |                 |                 |                 |
|                                        | Pesi massimi         | Andrei Arlovski          | batte           | Jared Vanderaa      | Decisione non unanime (29–28, 28–29, 29–28) | 3               | 5:00            |                 |
|                                        | Pesi mosca femminili | Casey O'Neill            | batte           | Roxanne Modafferi   | Decisione non unanime (29–28, 28–29, 29–28) | 3               | 5:00            |                 |
|                                        | Pesi gallo           | Kyler Phillips           | batte           | Marcelo Rojo        | Sottomissione (triangle armbar)             | 3               | 1:48            |                 |
|                                        | Pesi mediomassimi    | Carlos Ulberg            | batte           | Fabio Cherant       | Decisione unanime (30–27, 30–27, 30–27)     | 3               | 5:00            |                 |
|                                        | Pesi gallo           | Ronnie Lawrence          | batte           | Leomana Martinez    | Decisione unanime (29–27, 29–27, 29–28)     | 3               | 5:00            |                 |
|                                        | Pesi medi            | Jacob Malkoun            | batte           | A.J. Dobson         | Decisione unanime (29–28, 29–28, 29–28)     | 3               | 5:00            |                 |
|                                        | Pesi gallo           | Douglas Silva de Andrade | batte           | Sergey Morozov      | Sottomissione tecnica (rear-naked choke)    | 2               | 3:24            | FOTN            |
|                                        | Pesi welter          | Jeremiah Wells           | batte           | Mike Mathetha       | Sottomissione tecnica (rear-naked choke)    | 1               | 4:38            |                 |
|                                        | Pesi massimi         | Maxim Grishin            | batte           | William Knight      | Decisione unanime (30–27, 30–27, 30–27)     | 3               | 5:00            |                 |

## Premi
I lottatori premiati ricevettero un bonus di 50.000 dollari.
Legenda:
- FOTN: Fight of the Night (vengono premiati entrambi gli atleti per il miglior incontro dell'evento)
- POTN: Performance of the Night (viene premiato il vincitore per la migliore performance dell'evento)